# Cleyde Blota
Cleyde Aparecida Meucci (Belo Horizonte, 18 de novembro de 1936) é uma atriz, escritora e apresentadora brasileira.
Casou-se com o diretor de televisão Gonzaga Blota (falecido), passando a usar o nome artístico de Cleyde Blota.
Na televisão foi presença marcante em várias novelas importantes da Rede Globo como Fogo sobre Terra (1974), Senhora (1975), O Astro (1977), Dancin' Days (1978), Água Viva (1980), Paraíso (1982), Plumas e Paetês (1980), Ti Ti Ti (1985) e Fera Radical (1988).
Seu último trabalho foi na novela Torre de Babel em 1998 na Rede Globo, Hoje é aposentada.

## Carreira

### Trabalhos na televisão
| Ano  | Título                      | Personagem          | Nota                        |
| ---- | --------------------------- | ------------------- | --------------------------- |
| 1958 | O Segredo de Cristina       | —                   |                             |
| 1964 | A Moça que Veio de Longe    | Elsa                |                             |
| 1968 | A Muralha                   | Joana               |                             |
| 1969 | Dez Vidas                   | Eugênia             |                             |
| 1969 | Os Estranhos                | Marta               |                             |
| 1972 | Tempo de Viver              | Becky               |                             |
| 1972 | Jerônimo, o Herói do Sertão | Dorotéia            |                             |
| 1974 | Fogo sobre Terra            | Lurdes              |                             |
| 1975 | Senhora                     | Maria do Carmo      |                             |
| 1975 | Cuca Legal                  | Beatriz             |                             |
| 1976 | Vejo a Lua no Céu           | Carmem              |                             |
| 1976 | Duas Vidas                  | Roberta Bernardes   |                             |
| 1977 | O Astro                     | Doralice            |                             |
| 1978 | Dancin' Days                | Emília              |                             |
| 1979 | Os Gigantes                 | Selma               |                             |
| 1980 | Água Viva                   | Marlene             |                             |
| 1980 | Plumas e Paetês             | Iara                |                             |
| 1981 | O Amor É Nosso              | Isabel              |                             |
| 1982 | O Homem Proibido            | Zuleima             |                             |
| 1982 | Paraíso                     | Madre Superiora     | [ 1 ]                       |
| 1983 | Pão Pão, Beijo Beijo        | Joana               |                             |
| 1984 | Corpo a Corpo               | Andréa Feitosa      | Participação especial       |
| 1985 | Ti Ti Ti                    | Lídia               |                             |
| 1987 | O Outro                     | Jurema              |                             |
| 1988 | Fera Radical                | Lourdes             |                             |
| 1989 | O Salvador da Pátria        | Dona do restaurante | Participação Especial       |
| 1989 | Top Model                   | Juíza               | Participação Especial       |
| 1990 | Gente Fina                  | Beatriz             |                             |
| 1992 | Perigosas Peruas            | mãe de Maria Doida  |                             |
| 1992 | Tereza Batista              | Marina              |                             |
| 1993 | Mulheres de Areia           | Hilda               |                             |
| 1993 | Sonho Meu                   | Marilza Ortega      |                             |
| 1994 | Tropicaliente               | Nilda               |                             |
| 1996 | A Vida como Ela É...        | Mulher de Oliveira  | Episódio: O Grande Viúvo    |
| 1996 | O Fim do Mundo              | Creusa              |                             |
| 1996 | Vira-Lata                   | Patrícia            |                             |
| 1997 | Por Amor                    | Juíza Francisca     |                             |
| 1997 | Você Decide                 | Marly               | Episódio: "Estrada da Vida" |
| 1998 | Torre de Babel              | Josefa              |                             |

### Trabalhos no cinema
| Ano  | Título              | Personagem |
| ---- | ------------------- | ---------- |
| 1980 | Maneco, O Super Tio | Carmem     |

### Trabalhos no Teatro
- 1981 - Toalhas Quentes- Direção de Bibi Ferreira